# Текие (Баку)
Текие (азерб. Təkiyə) — исторический памятник XIII века. Расположен в исторической части города Баку, Ичери-шехер на улице Гази Мухаммеда. Согласно Постановлению Кабинета Министров Азербайджанской Республики от 2 августа 2001 года здание было зарегистрировано в качестве национального памятника архитектуры.

## История
Текие была построена в XIII веке. Первоначально данная постройка функционировала в качестве пристанища для дервишей. Затем функционировала как махалля мечеть, а также как школа.
В 1967 году вокруг Текие проводились археологические раскопки. В 1970 году Текие была отреставрирована.

## Архитектурные особенности
Фасад памятника смотрит на юг в сторону Девичьей Башни. Исторический памятник Текие состоит из одной комнаты. Михраб, покрытый системой ступенчатых сводов придает особую красоту внутреннему пространству здания.

## Галерея
Текие Ичери-шехер